# Jean de Saint-Amand
Jean de Saint-Amand (12..–1312), dit aussi Johannes de Sancto Amando, est un médecin médiéval de l'Université de Paris. Ses textes exercent une influence durable sur l'enseignement et la scolastique médicale à Paris, jusqu'au début du XVe siècle.

## Biographie
Sa vie est mal connue. Il est né au XIIIe siècle dans le Comté de Hainaut. Il étudie dans des écoles de médecine de Paris pour devenir professeur de la Faculté, et exercer la médecine dans cette même ville. Il se retire à Tournai en 1281 dont il devient l'un des chanoines, en étant notamment prévôt des chanoines de Mons-en-Pévèle. Le roi de France lui confie des missions diplomatiques. Il meurt au début du XIVe siècle (1303 ou 1312 selon les sources),.
Il est considéré par ses proches contemporains d'Europe du nord comme l'un des plus savants médecins de son temps.  Jusqu'au début du XVe siècle, l'un de ses ouvrages intitulé Concordanciæ se donnait en garde au Doyen de la Faculté de médecine de Paris qui devait le rendre à son successeur. 
Il est cité par Jacques Despars (1380-1458) et mentionné par Jean-Baptiste-Louis Chomel (1709-1765) dans son Essai historique sur la médecine en France (1762).
Selon Danielle Jacquart, les œuvres de Jean de Saint-Amand « paraissent indéniablement liées à l'enseignement de la Faculté de médecine, sans qu'aucun document n'autorise à affirmer qu'elles en émanent directement ». L'existence d'un enseignement médical parisien avant les statuts de 1270-1274 fait l'objet d'un débat entre historiens. Si à Montpellier, l'universitas de médecine rassemble les enseignants et les étudiants dès le XIIIe siècle, à Paris à la même époque, l'appartenance à la Faculté est réservée aux seuls professeurs. 

## Œuvres

### Enseignement

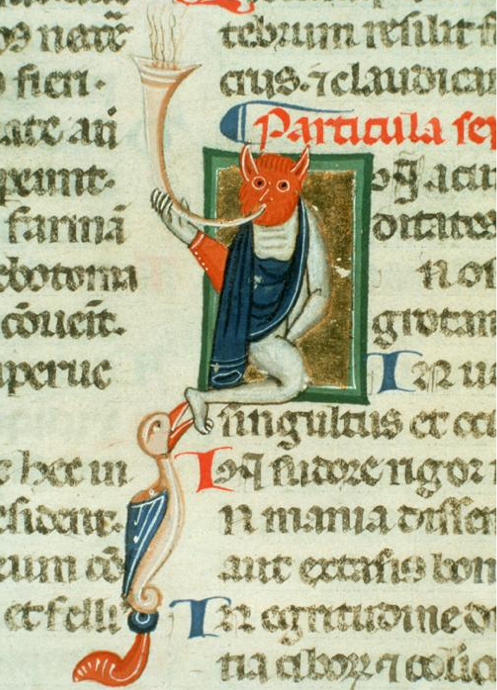
Manuscrit des Aphorismes d'Hippocrate, Bologne, vers 1300.

Auteur prolifique, c'est un traducteur et commentateur de textes choisis à destination des étudiants. Il se montre plus attaché à la doctrine des grecs qu'à celle des arabes. Son texte d'enseignement est intitulé Revocativum memoriæ. Comme son nom l'indique, il s'agit d'un aide-mémoire (ou de données à mémoriser), qui a été démembré par la suite en plusieurs parties indépendantes.
La première partie résume neuf traités de Galien et trois textes d'Hippocrate (Aphorismes, Pronostics, Régime des maladies aiguës). Il est probable qu'il s'agisse de leçons magistrales.
La deuxième partie a été appelée Concordances par ses utilisateurs. Il s'agit de « propositions notables » classées dans l'ordre alphabétique de leur sujet (« mot-vedette») extraites des traités précédents et d'autres auteurs plus faiblement représentés (Aristote, Avicenne, Averroès, Ali ibn Ridwan...).  Dans la forme, l'œuvre se rapproche de répertoires comparables dans le domaine des études bibliques et juridiques. Saint-Amand vise à ordonner ces propositions notables, et au besoin à les faire « concorder » s'il rencontre des divergences entre les différents auteurs, divergences jugées apparentes par rapport à une vérité essentielle qui leur est commune.
Par exemple, si deux autorités divergent à propos du sang, c'est que l'une parle du « sang pur » et l'autre du « sang impur ». Du souci de faire concorder, Saint-Amand aboutit à un traitement de sujets. Il passe de la lectio à la questio, comme «  Est-ce que seul le sang nourrit ? » ou « La mort peut-elle intervenir dans la phase de déclin d'une maladie ? ». 
La troisième partie est Areolæ qui traite des médicaments composés en adoptant une classification inspirée d'Avicenne pour la remanier, en développant par exemple une rubrique de contre-indications. La quatrième partie ne fait que reprendre la Chirurgie de Bruno de Longoburgo (it), chirurgien de Padoue au XIIIe siècle. 
Cet aide-mémoire contient ainsi la théorie et la pratique médicale et chirurgicale en général. Ce texte indiquerait que la chirurgie n'était pas interdite à la Faculté de Paris, mais que peu de maîtres étaient capables de l'enseigner au XIIIe siècle avec un apport ou une expérience personnelle. 
Ces textes sont restés longtemps manuscrits, jusqu'à l'édition faite par l'historien allemand Julius Leopold Pagel au XIXe siècle. 

### Pharmacologie
Les ouvrages imprimés de Saint-Amand dès la Renaissance sont ceux sur les remèdes et les plantes : 
- Expositio supra antidotarium Nicolai (Commentaire sur l'antidotaire de Nicolas), rédigé entre 1261 et 1285, imprimé à Venise, 1527, avec au total 17 éditions[13].
- De usu idonco auxiliorum (Usage convenable des remèdes), Mayence, 1534.

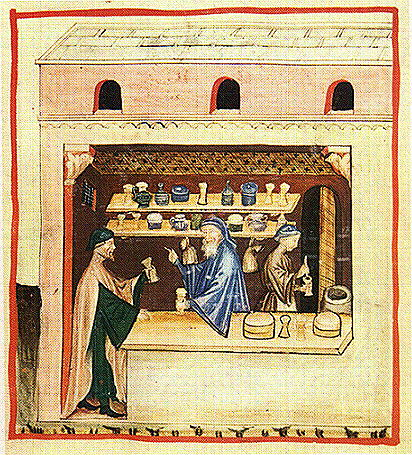
Préparation de la Thériaque, illustration du Tacuinum de Vienne, XIVe siècle.

Dans l'histoire de la pharmacologie européenne, Saint-Amand occupe une place intermédiaire où une raison expérimentale commence à se dégager du système de Galien.
Il accorde une grande importance au processus de fermentatio en distinguant entre une médecine fraîche recens (jusqu'à deux ou trois mois) et une médecine vieillie antiqua. Il distingue dans les mélanges l'ingrédient principal radix ou basis.
Il développe un concept d'Avicenne, celui de « forme spécifique » ou de « substance totale », qui permet d'expliquer l'effet d'un médicament, non réductible à ses qualités premières (non explicable par la théorie des humeurs). Il existe un effet médicamenteux « hors ou anti-systémique » et qui ne peut être appréhendé que par experimentum (expérience non pas empirique, mais éclairée par la raison). Selon Lynn Thorndike, Saint Amand serait, avec Roger Bacon, l'un des premiers à ouvrir le chemin d'une méthode expérimentale.
Dans l'antidotaire, Thorndike note un passage sur la magnétite ou pierre d'aimant, où Saint-Amand considère que ce minéral contient « la trace du monde », en approchant l'idée que le monde (la Terre) est lui-même une magnétite à deux pôles opposés. 
Saint-Amand décrit aussi des expériences où une aiguille frottée sur un aimant attire une autre aiguille, posant le problème de « similitude de substance » et d'attraction du semblable par le semblable. Dès lors un venin pourrait en attirer un autre, expliquant ainsi la réputation de la thériaque à guérir les morsures de serpent, puisqu'elle contient de la peau de vipère .